# Хамаши
Хамаши (груз. ჰამაში) — село в Грузии, на территории Местийского муниципалитета края (мхаре) Самегрело-Верхняя Сванетия.

## География
Село находится в северо-западной части Грузии, к северу от реки Ингури, на расстоянии приблизительно 21 километра (по прямой) к западу от посёлка городского типа Местиа, административного центра муниципалитета. Абсолютная высота — 1552 метра над уровнем моря.

## Население
По результатам официальной переписи населения 2014 года в Хамаши проживало 10 человек (4 мужчины и 6 женщин). В национальной структуре населения грузины составляли 100 %.